# Харачой
Харачой (чечен. Хорача) — село в Веденском районе Чеченской Республики. Административный центр Харачойского сельского поселения.

## География
Село расположено в ущелье реки Хулхулау, в 7 к югу от районного центра Ведено и в 71,6 км от столицы республики г.Грозный.
Ближайшие населённые пункты: на северо-востоке — Джани-Ведено, на северо-западе — Нефтянка, а на севере — Дышне-Ведено и Ведено.

## История
В окрестностях села Харачой обнаруживаются предметы и могильники древней культуры. При раскопках в первой половине XX века обнаружено 50 захоронений древности, почти все погребения в каменных ящиках. Обнаружено большое число предметом: глиняные сосуды с орнаментами, накосники из меди, медные подвески, медные височные кольца, медная витая трубка, подвески из янтаря, пастовые бусы и бусы из лигнита, подвесы из раковин, сердоликовые бусы, подвески и бусы из сурьмы, пронизка из белемнита, бусы из алигнита, бусы из мрамора, бисер и многие другие предметы, украшения и осколки.
Арабский географ Аль-Масуди в X веке упоминает Харачой. В ту эпоху, через перевал Харами, проходил путь из царства Сарир в Аланское царство (равнины Предкавказья).
Родовое село известного чеченского абрека Зелимхана Харачоевского.
По воспоминаниям Таймагаз Султановой — уроженки села и старейшей (по состоянию на 2014 год, когда ей исполнилось 109) жительницы Чечни, 23 февраля 1944 года, после начала депортации чеченцев и ингушей, всех мужчин забрали ночью и заперли в местной мечети, затем её и всех остальных жителей Харачоя загрузили в вагоны для скота и выслали в Казахстан. Вернувшись в 1958 году в Харачой, она обнаружила что на месте села «ничего не было, одна земля».
В период с 1944 по 1958 года, после депортации чеченцев и упразднения Чечено-Ингушской АССР, село носило название Хварши и входило в состав Веденского района ДАССР.
В 1958 году, с восстановлением Чечено-Ингушской АССР, селу было возвращено его прежнее название.
24 октября 1995 года в бою с сепаратистами в районе села водитель-милиционер ОМОНа УВД Амурской области Артур Волошин совершил подвиг, за который ему посмертно было присвоено звание Героя Российской Федерации. Он вынес из-под огня в укрытие раненного командира группы, членов экипажа БМП. Получив тяжелое ранение, остался прикрывать автоматным огнём своих товарищей.
17 ноября 1999 года недалеко от села произошел бой между разведгруппой 31-й Ульяновской бригады ВДВ и отрядом боевиков, в котором 12 из 14 десантников были убиты, а двое тяжело ранены и пленены.
30 декабря 1999 года командир десантно-штурмового взвода 876-го отдельного десантно-штурмового батальона 61-й отдельной бригады морской пехоты Краснознамённого Северного флота, лейтенант Юрий Курягин вместе со своим взводом вступил в бой у села с группой боевиков численностью около 15 человек. В ходе боя он проявил мужество и героизм, отказавшись от эвакуации в тыл после получения ранения в ногу. На следующий день позиции взвода Курягина вновь подверглись нападению со стороны боевиков, использовавших огнемёты и ручные гранаты, в атаку вышло более ста бандитов. Сам Курягин смог уничтожить четырёх из них, был убит снайпером, за свой подвиг Курягину присвоено звание Героя Российской Федерации посмертно.
На карте «бассейна реки Терека 1928 года» Харачой обозначен как Хо.

## Население
| 2002 | 2010 | 2012 | 2013 | 2014 | 2015 | 2016 |
| ---- | ---- | ---- | ---- | ---- | ---- | ---- |
| 618  | ↗762 | ↗775 | ↗782 | ↗807 | ↗817 | ↗826 |
| 2017 | 2018 | 2019 | 2020 | 2021 | 2023 | 2024 |
| ↗840 | ↗855 | ↗869 | ↘866 | ↗942 | ↗969 | ↗988 |

## Известные уроженцы
- Султан Яшуркаев, чеченский поэт и писатель
- Абрек Зелимхан Гушмазукаев
- Руслан Имранович Хасбулатов

## Галерея
- Ущелье реки Хулхулау XIX век.
- Харачоевское ущелье в Чечне, вторая половина XIX века
- Почтовая карточка аул Харачой, 1900 - 1910-е гг.
- Девушка работает на ткацком станке. Чечня, аул Харачой, 1926 г.
- Мечеть, расположенная в селении Харачой
- Вид на село Харачой
- Памятник Абреку Зелимхану
- Въезд в Харачой
- Харачой летом.